# Altay
Altay je sodoben glavni bojni tank. zasnoval ga je podjetje Otokar, podružnica Koç Holdinga je bil razvit za turško vojsko in na izvoznih trgih . Poimenovan je bil v čast vojaškemu generalu Fahrettin-u Altay-u ( 1880 -1974 ), ki je poveljeval 5. konjeniški enoti, v končni fazi turške vojne za neodvisnost.

### ZGODOVINA
Nacionalni Tank je bila proizvodnja projekta ( turško : MİTÜP - Milli Tank Üretimi Projesi ). Pobuda za projekt se je razvila v sredini 1990-ih za vzpostavitev neodvisne in zanesljive infrastrukture za proizvodnjo, razvoj in vzdrževanje glavnih bojnih tankov turške vojske , ki se uporabljajo. Projekt se je začel s sporazumom, podpisanim med Otokar-jem in podsekretarjem za obrambno industrijo Republike Turčije 30. marca 2007 , ko je izvršni odbor obrambne industrije (Defense Industries) sklenili pogodbo v vrednosti približno 500 milijonov $ na Otokar za oblikovanje, razvoj in proizvodnjo štirih prototipov nacionalnega glavnega bojnega tanka . To je prvi program razvoja Turčije MBT od leta 1943 , ko so bili proizvedeni prototipi turškega nacionalnega rezervoarja Kirikkale, vendar nikoli ni dosegel masovno proizvodnjo v polnem obsegu.